# Ecuadors ambassad i Stockholm
Ecuadors ambassad i Stockholm är Ecuadors diplomatiska representation i Sverige. Ambassadör är sedan 14 december 2022 är Veronica Bustamante Ponce. Ambassaden är belägen på Västra Trädgårdsgatan 11. Ambassadörens residens ligger vid Strandvägen 21 i Djursholm.

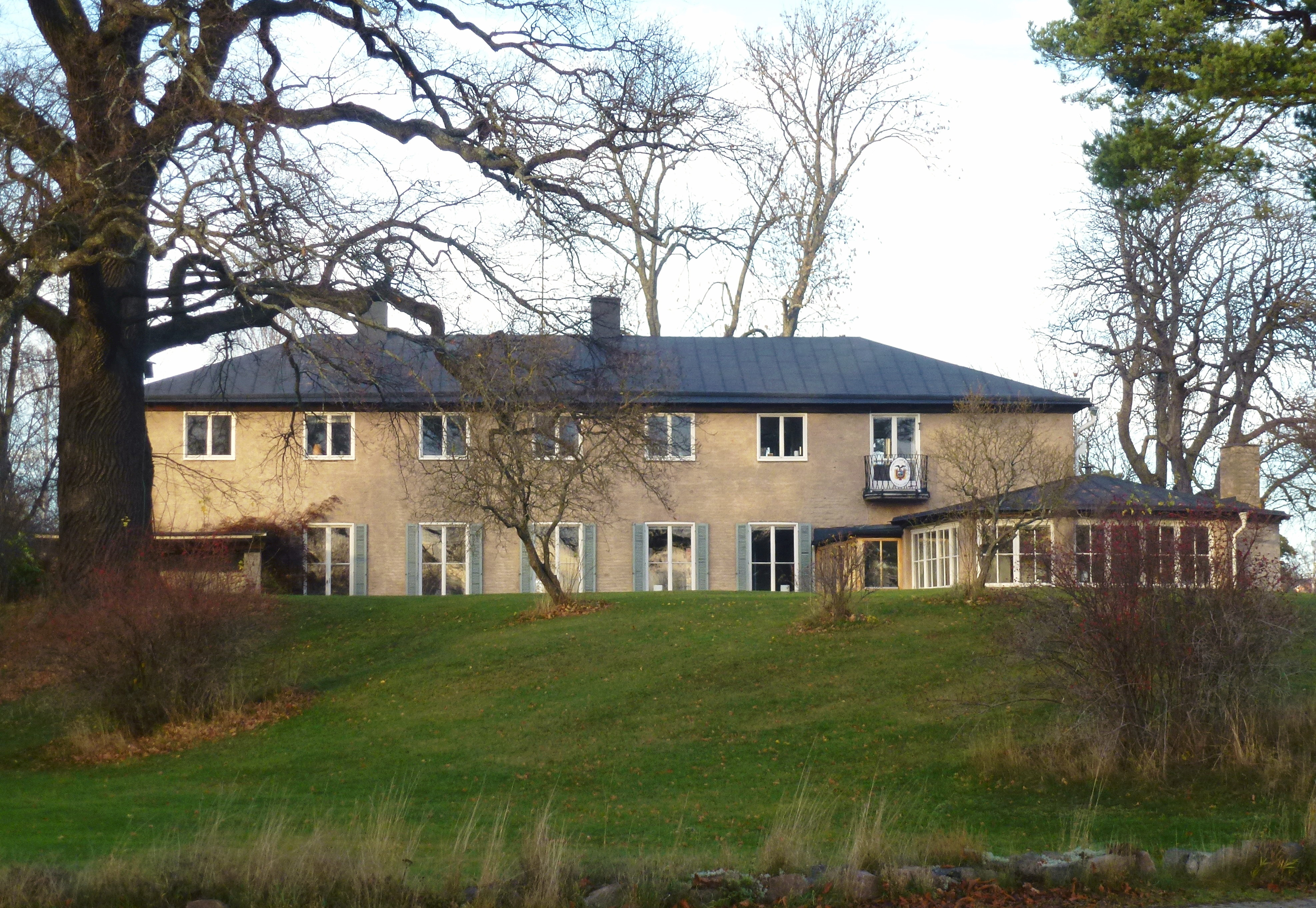
Ambassadörens residens, Villa Wehtje, Strandvägen 21 i Djursholm.
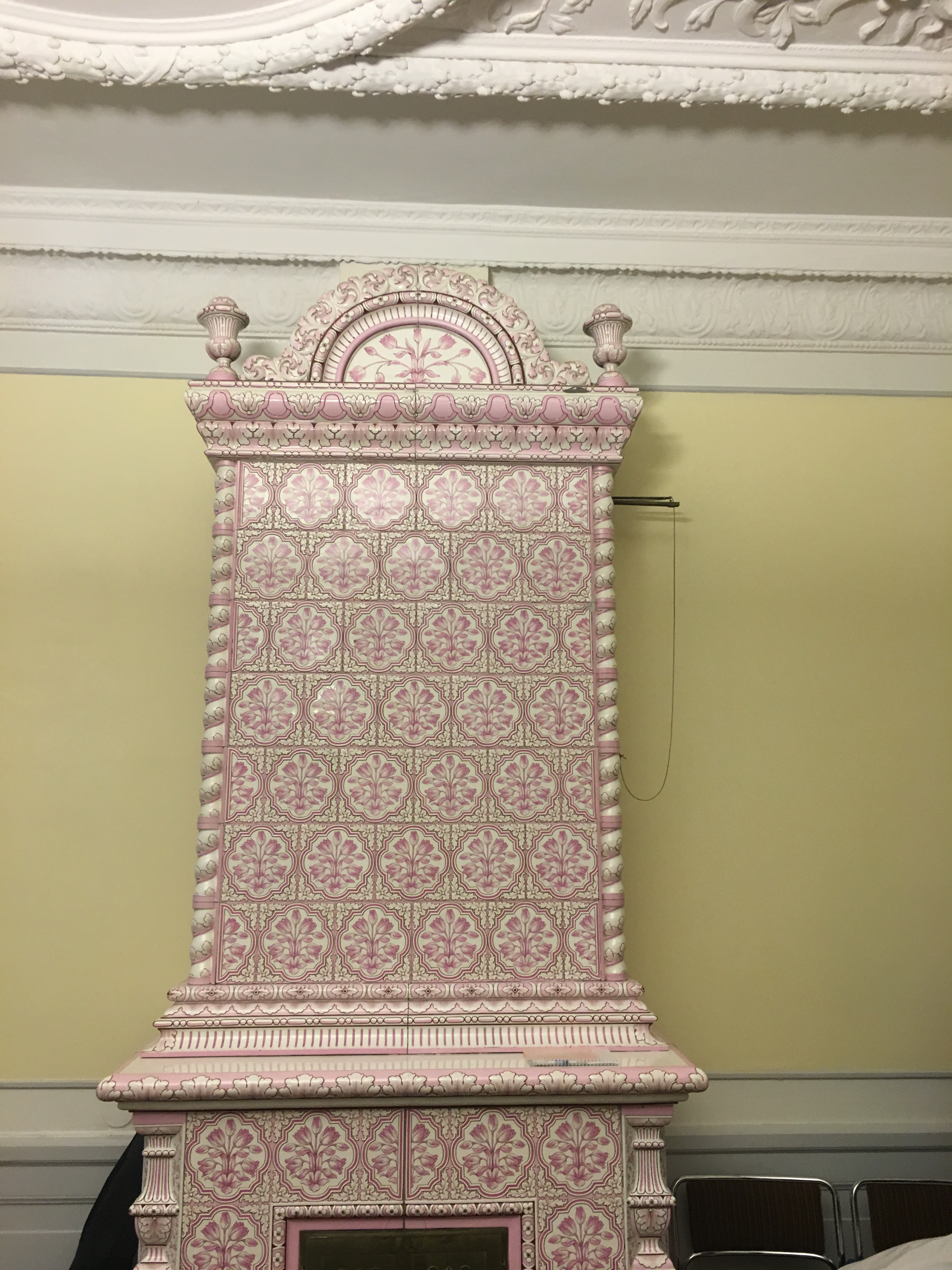
Interiör i ambassaden.

## Beskickningschefer
| Namn                             | Period    | Funktion   |
| -------------------------------- | --------- | ---------- |
| Mario Aníbal Guerrero Murgueytio | 2011–2017 | Ambassadör |
| Lautaro Pozo Malo                | 2017–2022 | Ambassadör |
| Veronica Bustamante Ponce        | 2022–     | Ambassadör |